# Sheldon Wolff (Genetiker)
Sheldon „Shelly“ Wolff (* 22. September 1928 in Peabody, Massachusetts; † 24. Mai 2008 in Mill Valley, Kalifornien) war ein US-amerikanischer Zytogenetiker und Strahlenbiologe.

## Leben
Wolff erwarb 1950 am Tufts College einen Bachelor, 1951 an der Harvard University einen Master und 1953 ebendort einen PhD. Zunächst arbeitete er als Forschungsmitarbeiter am Oak Ridge National Laboratory. Von 1982 bis 1996 war er Professor für Zytogenetik und Radiobiologie an der University of California, San Francisco und Leiter des Laboratory of Radiobiology and Environmental Health des Department of Energy (DOE). Von 1996 bis 2000 wirkte Wolff als Vizepräsident und Forschungsleiter der Radiation Effects Research Foundation in Hiroshima, Japan.
Wolffs Forschungen führten zu der Beobachtung, dass chromosomale Schäden Gegenstand von biochemischen Reparaturprozessen sind, womit er die Grundlagen zur Erforschung der Mechanismen der DNA-Reparatur legte. Er gilt als Pionier der SCE-Färbung, mit der sich ein Schwesterchromatidaustausch nachweisen lässt. Seine Arbeiten legen den Schluss nahe, dass extrem niedrige Strahleneinwirkungen die Leistung der Reparaturmechanismen triggern und anschließend eine geringere Strahlenempfindlichkeit besteht (siehe Hormesis). Wolff führte wegweisende Arbeiten zur Dosis-Wirkungs-Beziehung ionisierender Strahlen, zur Fraktionierung und anderer Modifikationen von Bestrahlungen durch.
Neben beratenden Tätigkeiten für zahlreiche staatliche Kommissionen und Herausgeberschaft mehrerer wissenschaftlicher Fachzeitschriften war Wolff Präsident der Environmental Mutagen Society und neun Jahre lang Vorsitzender des Health and Environmental Research Advisory Committee des DOE.
1973 erhielt er den Ernest-Orlando-Lawrence-Preis des Energieministeriums der Vereinigten Staaten.
Wolff war verheiratet und hatte drei Kinder.